# Heliodoxa
Heliodoxa és un gènere d'ocells de la subfamília dels lesbins (Lesbiinae) dins la família dels troquílids (Trochilidae).

## Taxonomia
El gènere Heliodoxa va ser introduït el 1850 per l'ornitòleg anglès John Gould. El nom del gènere combina el grec antic «hēlios» que significa “sol” i «doxa» que significa “glòria” o “magnificència”. Posteriorment, Charles Lucien Bonaparte va designar el colibrí diamant de front violaci com l'espècie tipus.
Segons la Classificació del Congrés Ornitològic Internacional (versió 14,.2, 2024) aquest gènere està format per 10 espècies:
- colibrí diamant pit-roig (Heliodoxa aurescens).
- colibrí diamant de Branicki (Heliodoxa branickii).
- colibrí diamant de gorja rosa (Heliodoxa gularis).
- colibrí diamant emperador (Heliodoxa imperatrix).
- colibrí diamant de corona verda (Heliodoxa jacula).
- colibrí diamant de front violaci (Heliodoxa leadbeateri).
- colibrí diamant de pit terrós (Heliodoxa rubinoides).
- colibrí diamant gorjanegre (Heliodoxa schreibersii).
- colibrí diamant dels tepuis (Heliodoxa xanthogonys).
- colibrí cua-roig (Heliodoxa rubricauda).

El colibrí cua-roig (H. rubricauda) es col·locava anteriorment en el gènere monotípic Clytolaema, però l'anàlisi filogenètica mostra que Clytolaema està profundament inclòs en Heliodoxa per la qual cosa es van fusionar Clytoaema amb Heliodoxa (McGuire et al. 2014; SACC 928).
En l'actualitat, de les principals autoritats taxonòmiques només BirdLife International no considera H. rubricauda espècie de ple dret i sí Heliodoxa whitelyana que la resta consideren subespècie de H. schreibersii.